# Séverin Le Duff de Mésonan
Séverin Le Duff de Mésonan est un homme politique français né le 10 octobre 1781 à Quimper (Finistère) et mort le 23 août 1872 à Paris.

## Biographie
Entré dans la Marine en 1800, Séverin Le Duff de Mésonan passe dans l'armée de terre en 1809. Fait prisonnier, il passe plusieurs années sur les pontons anglais. Placé en demi-solde en 1814, il fait la campagne d'Espagne en 1823. Il est chef d'escadron d’État-major en 1831 et prend sa retraite avec ce grade en 1837. Engagé aux côtés de Louis-Napoléon Bonaparte, il est condamné à 15 ans de prison après l'affaire de Boulogne et n'est libéré qu'en février 1848. Il participe activement au coup d’État du 2 décembre 1851. Conseiller général du Finistère, dont il est vice-président, il est député de 1852 à 1857, puis sénateur de 1857 à 1870.
Il devient ensuite maire d'Audierne (Finistère) et sa chapelle funéraire est visible dans le cimetière de l'église Saint-Raymond.

## Distinctions
Séverin Le Duff de Mésonan est élevé au grade de commandeur de la Légion d'honneur par l'empereur Napoléon III. À Audierne, un jardin public, situé près du môle du Raoulic, a reçu son nom.

## Sources
- « Séverin Le Duff de Mésonan », dans Adolphe Robert et Gaston Cougny, Dictionnaire des parlementaires français, Edgar Bourloton, 1889-1891 [détail de l’édition]